# Theodoor Hendrik van de Velde
Theodoor Hendrik van de Velde (ur. 12 lutego 1872 w Leeuwarden, zm. 27 kwietnia 1937 w katastrofie lotniczej koło Locarno) – holenderski lekarz ginekolog, popularyzator seksuologii, autor książki Małżeństwo doskonałe: jego fizjologia i technika.

## Życiorys
Theodoor Hendrik van de Velde studiował na wydziale medycznym Uniwersytetu w Lejdzie oraz Uniwersytetu Amsterdamskiego. Przez wiele lat pracował jako dyrektor Kliniki Ginekologicznej w Haarlem. Z powodu skandalu towarzyskiego związanego ze związaniem się z pacjentką i późniejszą żoną Marthą Breitenstein-Hoogkandt został zmuszony do odejścia z kliniki. Po zalegalizowaniu drugiego związku osiadł w Locarno w Szwajcarii. Napisana przez niego książka Małżeństwo doskonałe: jego fizjologia i technika, w której zwracał uwagę m.in. na wagę jednoczesnego orgazmu u partnerów oraz gry wstępnej miała 212 wydań w 16 językach w latach 1926–2016.

## Życie prywatne
Theodoor Hendrik van de Velde był żonaty dwukrotnie, z Henriettą van de Veldeten Brink (1899-1913) oraz z Marthą Breitenstein-Hoogkandt (1913-1937) i z żadnego związku nie miał dzieci.

## Osiągnięcia naukowe
Van de Velde odkrył związek owulacji ze zjawiskiem wzrostu temperatury ciała kobiety w połowie cyklu miesiączkowego, co dało podstawy do późniejszego opracowania termicznej metody określania płodności.

## Ważniejsze publikacje
- Małżeństwo doskonałe: jego fizjologia i technika (I wyd. 1926, I wyd. polskie 1935 tłum. Zygmunt Jeliński)
- Zniechęcenie w małżeństwie: jego powstawanie i zwalczanie (I wyd. 1927, I wyd. polskie 1936 tłum. Zygmunt Jeliński)